# Campionato italiano di ciclismo su strada 1929
Il Campionato italiano di ciclismo su strada 1929 si svolse su cinque prove dal 7 aprile al 13 ottobre 1929 e vide l'affermazione di Alfredo Binda.

## Calendario
| Data         | Evento                            | Vincitore       | Squadra         |
| ------------ | --------------------------------- | --------------- | --------------- |
| 7 aprile     | Giro del Piemonte (1929)          | Antonio Negrini | Maino-Clement   |
| 21 aprile    | Giro di Romagna (1929)            | Alfredo Binda   | Legnano-Torpedo |
| 21 luglio    | Predappio-Roma (1929)             | Alfredo Binda   | Legnano-Torpedo |
| 20 settembre | Roma-Napoli-Roma (1929)           | Gaetano Belloni | Bianchi-Pirelli |
| 13 ottobre   | Circuito dei Campi Flegrei (1929) | Alfredo Binda   | Legnano-Torpedo |

## Classifica
| Pos. | Corridore           | Squadra         | Punti |
| ---- | ------------------- | --------------- | ----- |
| 1    | Alfredo Binda       | Legnano-Torpedo | 15    |
| 2    | Antonio Negrini     | Maino-Clement   | 8     |
| 3    | Luigi Giacobbe      | Maino-Clement   | 7     |
| 3    | Domenico Piemontesi | Bianchi-Pirelli | 7     |
| 5    | Learco Guerra       | Maino-Clement   | 5     |
| 6    | Gaetano Belloni     | Bianchi-Pirelli | 4     |
| 7    | Pietro Fossati      | Maino-Clement   | 3     |
| 7    | Alessandro Catalani | Wolsit          | 3     |
| 7    | Felice Gremo        | Ideor           | 3     |
| 10   | 14 ciclisti ex æquo | -               | 2     |